# 花郎台站
花郎臺站（：／ Hwarangdae yeok */?）副站名首爾女子大學，是首尔地铁6号线沿線的一座地下車站，位於韓國首爾特別市蘆原區孔陵2洞，站名源自鄰近韓國陸軍士官學校的別稱「花郎臺」（화랑대）。

## 車站構造
站體為2面2線側式月台的地下車站，候車月台設有月台幕門，並有7處出口。
本站與泰陵站之間設有連結軌道，6號線列車可經由此連結軌進入道峰車輛基地進行總檢修。

### 月台配置
| 泰陵 ↑   |
| \| 上    |
| ↓ 烽火山 |

| 月台 | 路線           | 目的地                           |
| ---- | -------------- | -------------------------------- |
| 上行 | ●首尔地铁6号线 | 泰陵、大興、數碼媒體城、鷹岩方向 |
| 下行 | ●首尔地铁6号线 | 烽火山、新內方向                 |

## 歷史
- 2000年8月7日：落成啟用。

## 車站周邊
- 孔陵消防分駐所
- 孔陵洞近鄰公園
- 孔陵中學
- 泰郞中學
- 首爾泰郞初等學校
- 首爾泰陵初等學校
- 三育大學（朝鲜语：삼육대학교）
- 首爾女子大學
- 泰陵聖堂
- 泰康陵
- 泰陵綠色公園（朝鲜语：태릉푸른동산）
- 泰陵國家代表選手村
- 韓國陸軍士官學校
  - 陸軍博物館（朝鲜语：육군사관학교 육군박물관）
- 中浪區資訊圖書館
- 中浪區民體育中心
- 泰陵高校
- 元墨中學
- 首爾元墨初等學校

## 圖片

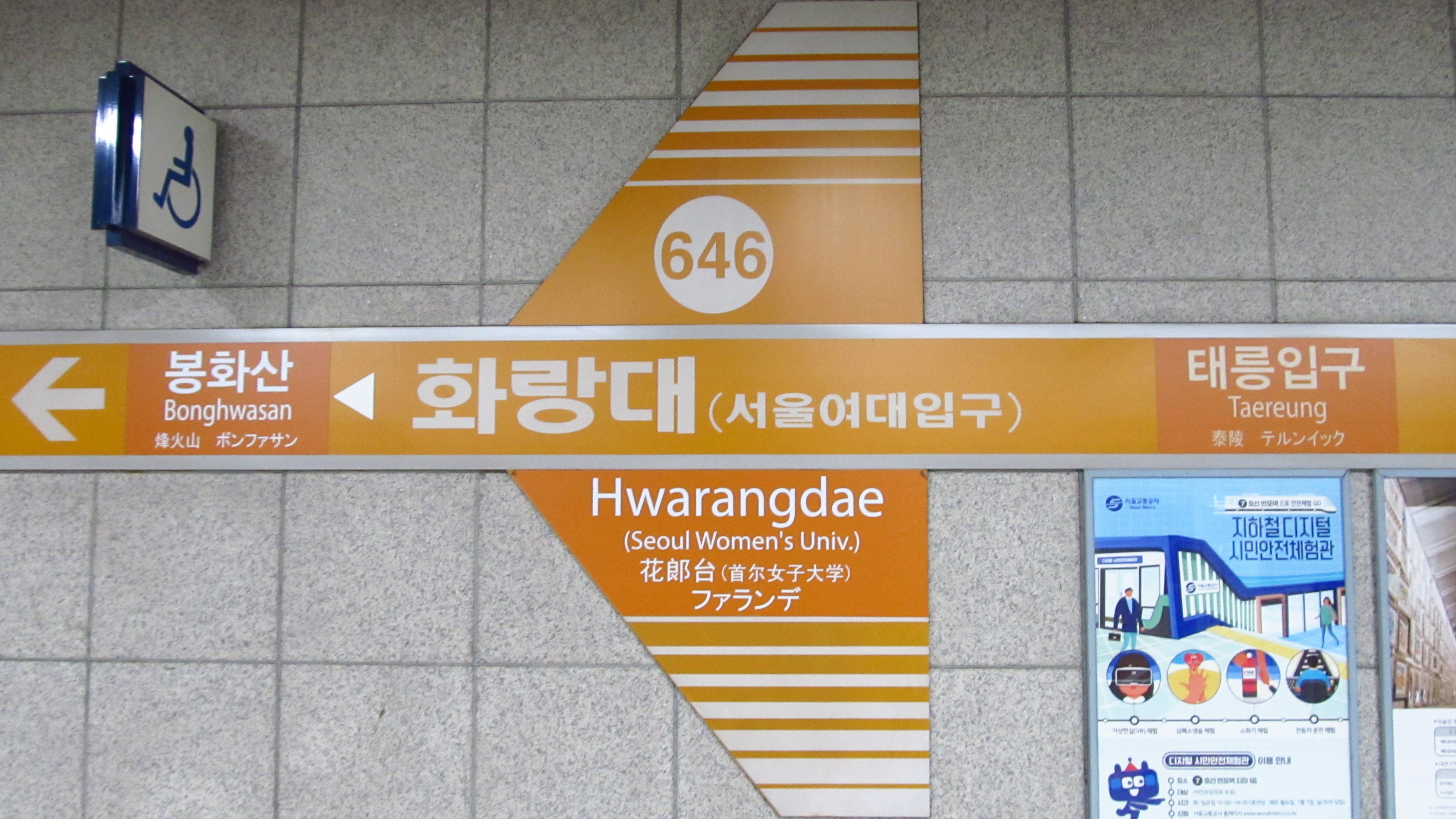
站名牌
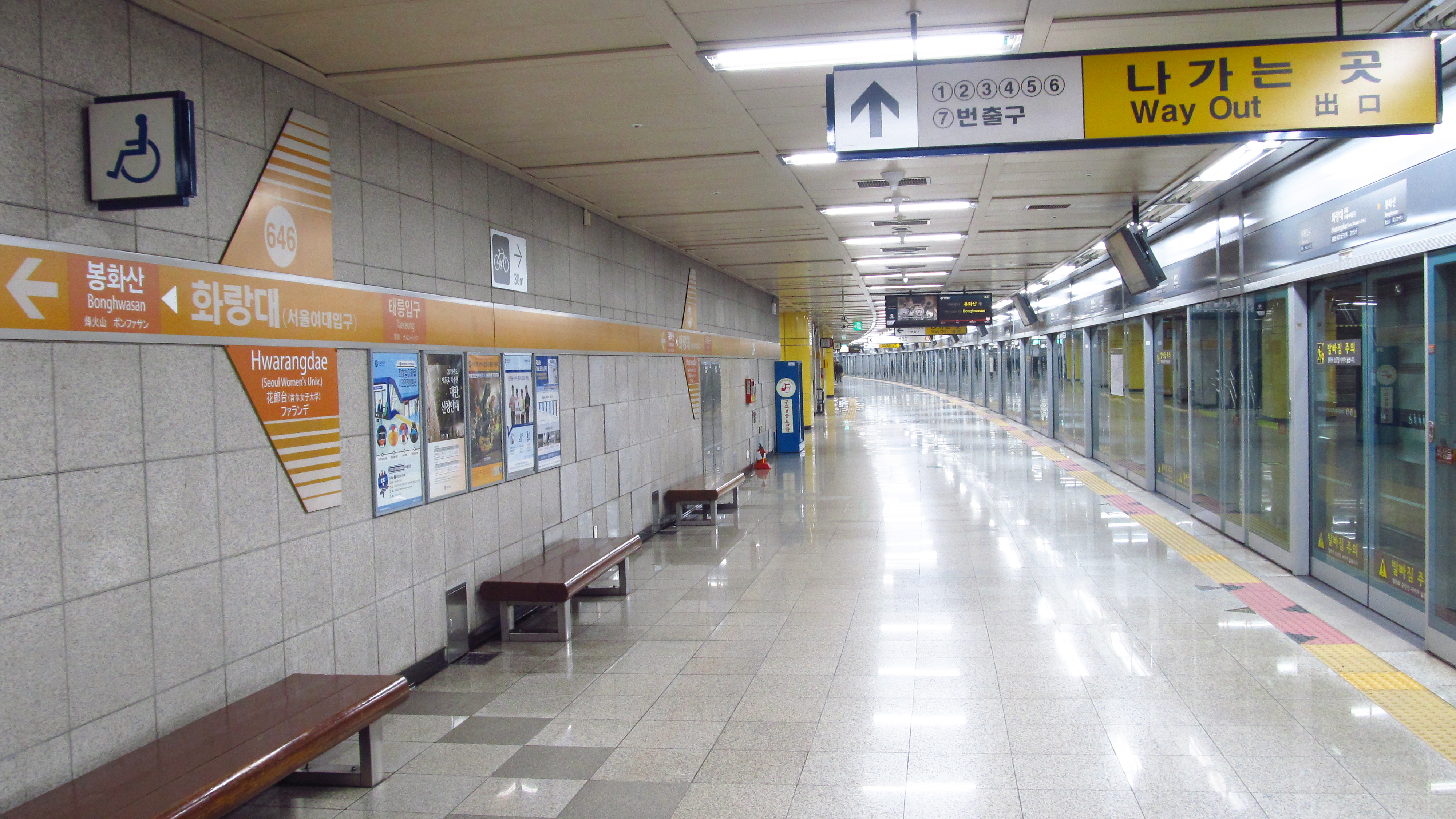
候車月台
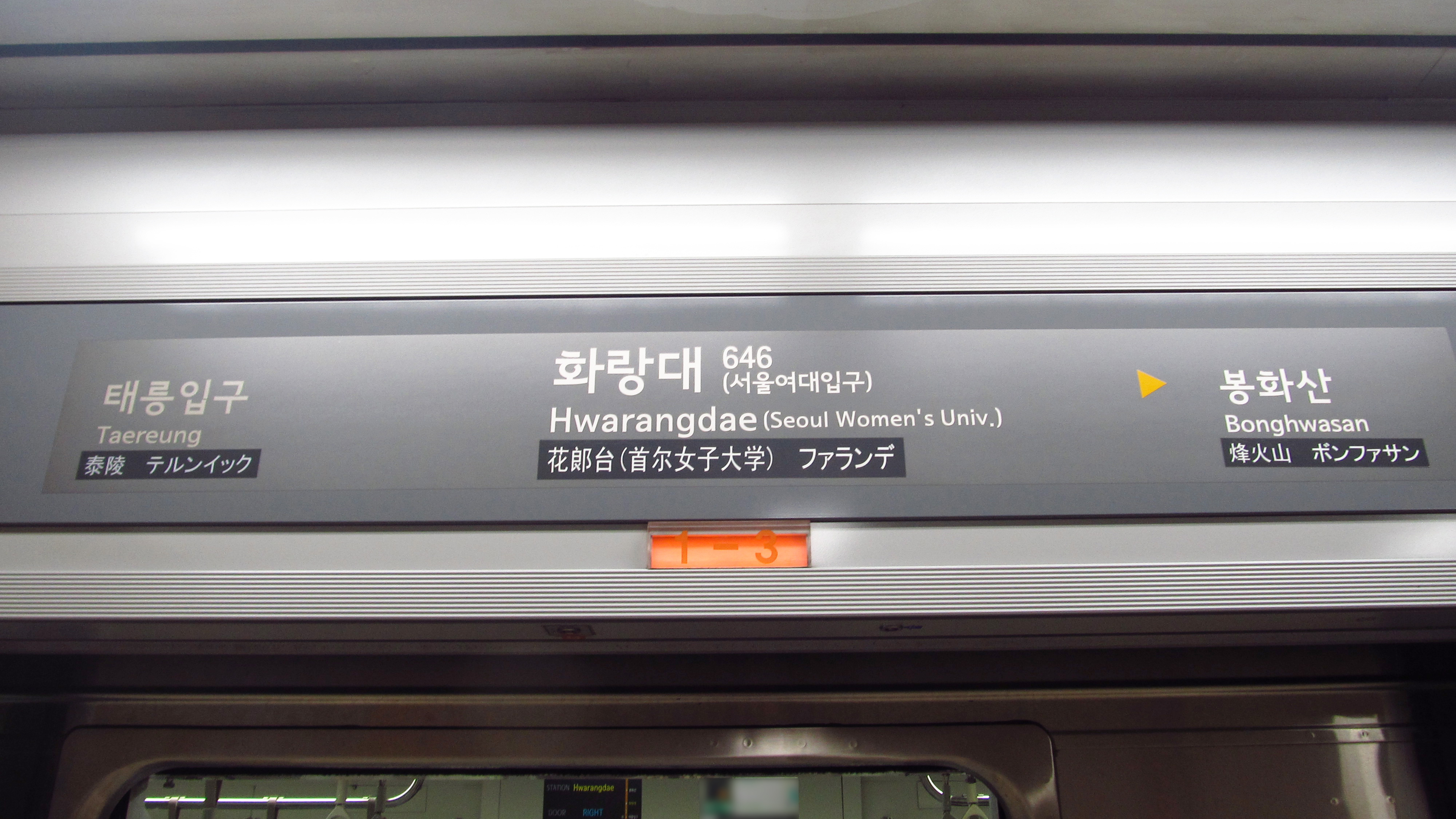
月台門資訊版
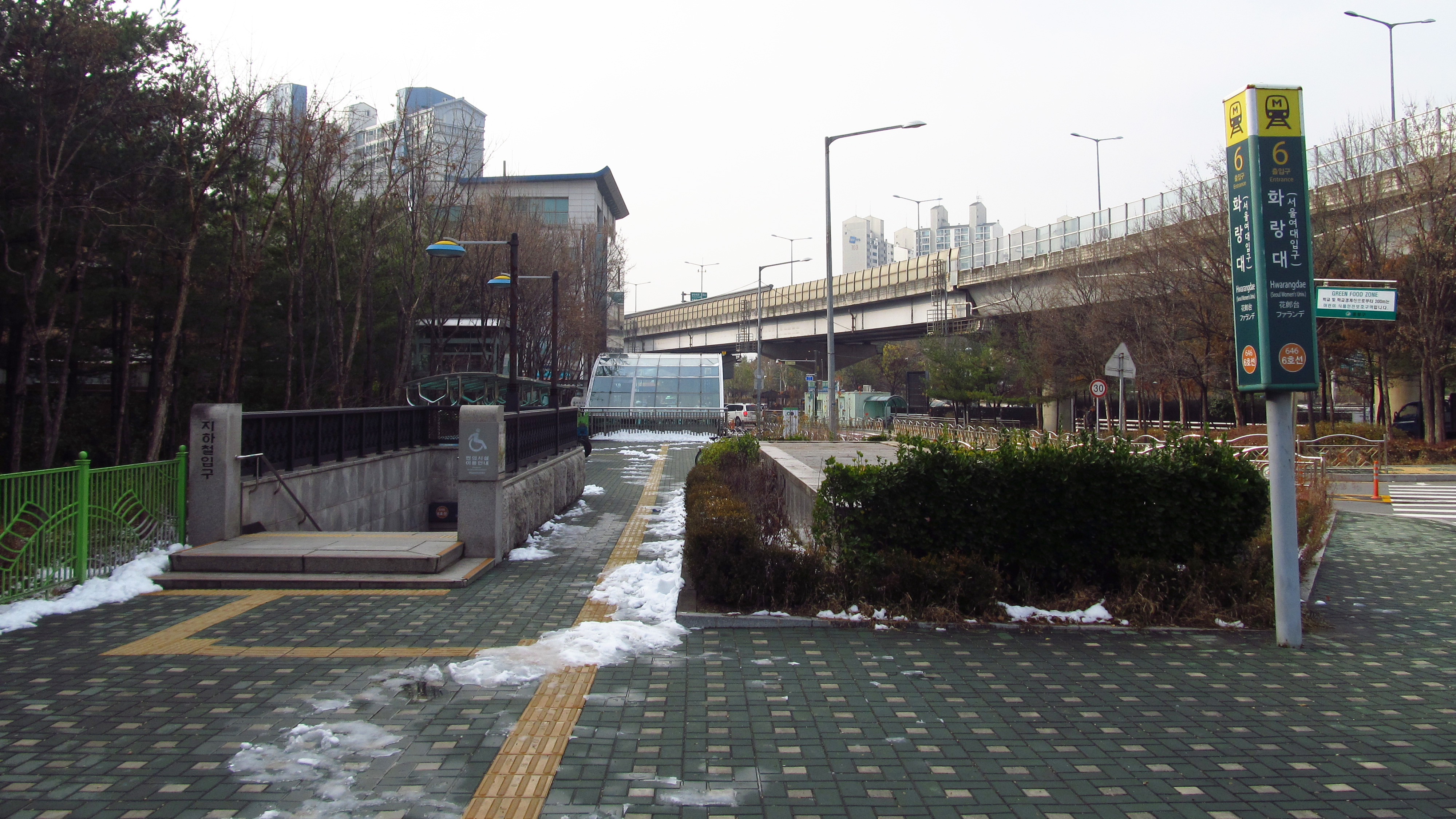
6號出口
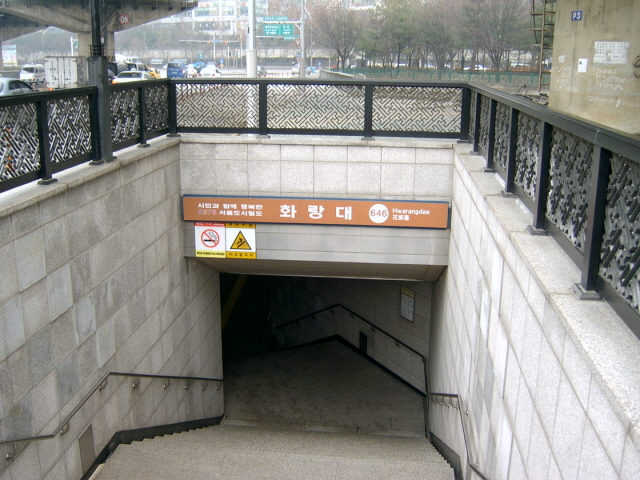
出入口

## 相鄰車站
首爾交通公社
●首尔地铁6号线
泰陵（645）－花郎臺（646）－烽火山（647）